# Sara Paxton
Sara Paxton (Woodland Hills (Californië), 25 april 1988) is een Amerikaans actrice.
Al op jonge leeftijd acteerde ze in televisiereclame. Haar eerste rol speelde ze als achtjarige in de film Liar Liar. Verder speelde ze onder andere in de televisiereeks Greetings from Tucson. Haar eerste grote rol was in de film Sleepover. Verder verscheen ze verscheidene malen in de serie Summerland.
In 2006 speelde zij in de film Aquamarine met de nicht van Julia Roberts, Emma Roberts, en de voormalige zangeres JoJo.
In juni 2006 ging zij, met diploma, van school.

## Filmografie
| Jaar | Titel                                           | Rol                       | Notities      |
| ---- | ----------------------------------------------- | ------------------------- | ------------- |
| 2025 | Weapons                                         | Erica                     |               |
| 2014 | Boys of Abu Ghraib                              | Peyton                    |               |
| 2013 | Lovestruck: The Musical                         | Mirabella Hutton          | Televisiefilm |
| 2013 | The Bounceback                                  | Kara                      |               |
| 2013 | Cheap Thrills                                   | Violet                    |               |
| 2013 | Liars All                                       | Katie                     |               |
| 2012 | Static                                          | Rachel                    |               |
| 2012 | Blue-Eyed Butcher                               | Susan Wright              | Televisiefilm |
| 2011 | Enter Nowhere                                   | Jody                      |               |
| 2011 | Shark Night                                     | Sara Palski               |               |
| 2011 | The Innkeepers                                  | Claire                    |               |
| 2009 | The Last House on the Left                      | Mari Collingwood          |               |
| 2008 | Superhero Movie                                 | Jill Johnson              |               |
| 2007 | Sydney White                                    | Rachel Witchburn          |               |
| 2007 | The Party Never Stops: Diary of a Binge Drinker | Jesse Tanner              | Televisiefilm |
| 2006 | Return to Halloweentown                         | Marnie Piper              | Televisiefilm |
| 2006 | Aquamarine                                      | Aquamarine                |               |
| 2004 | Sleepover                                       | Stacie                    |               |
| 2003 | Haunted Lighthouse                              | Ashley                    | Korte 3D-film |
| 1998 | Soldier                                         | Angie                     |               |
| 1997 | Liar Liar                                       | Child at Party and School |               |